# Heteropoda natans
Heteropoda natans este o specie de păianjeni din genul Heteropoda, familia Sparassidae, descrisă de Jäger în anul 2005. Conform Catalogue of Life specia Heteropoda natans nu are subspecii cunoscute.